# Daniela Dett
Daniela Dett (* 1977 in Bad Aussee, Steiermark) ist eine österreichische Schauspielerin, Sängerin und Tänzerin.

## Leben und Werk
Daniela Dett studierte Geschichte und Französisch an der Universität Salzburg. Von 1998 bis 2001 absolvierte sie an der Universität für Musik und darstellende Kunst Wien eine Ausbildung zur Musicaldarstellerin und nahm Schauspielunterricht am Max Reinhardt Seminar. Danach studierte sie an der Anton Bruckner Privatuniversität Gesangspädagogik – Jazz und improvisierte Musik.
Als Theaterschauspielerin bekleidete sie Rollen im Landestheater Linz, im Theater Phönix Linz, im Rosengarten Linz, in der Komödie Frankfurt, beim TheaterSpectacel Wilhering, im Theater der Jugend Wien, beim Musikfestival Steyr, in Bad Hall, am Theater im Hof in Enns und im Posthof Linz.
Von 2003 bis 2009 war Daniela Dett Ensemblemitglied des Landestheaters Linz. Sie spielte in 'Romeo und Julia', in 'Feuergesicht' und in 'Was geschah wirklich mit Daniela Duñoz?'. Seit Dezember 2012 verkörperte die Künstlerin als fixes Mitglied am Musiktheater Linz Hauptrollen in zahlreichen Musicalproduktionen, z. B. Edith Piaf im Musical Piaf, Elisabeth in Die Königinnen, die Mutter in Ragtime und Nellie Lovett in Sweeney Todd.
Im Herbst 2024 kündigte Dett ihren Rückzug aus dem Musiktheater mit Ende der Spielsaison an.
Gemeinsam mit Henry Mason gründete Daniela Dett 2021 den Theaterverein Shakespeare grådaus. Als Filmschauspielerin war Daniela Dett z. B. in der Fernsehreihe Die Landärztin zu sehen. In dem Dokumentarfilm Schamanen von Natalie Halla ist Daniela Dett als Sprecherin zu hören.
Als Sängerin trat sie u. a. mit Erwin Schrott, Drew Sarich, dem Janoska Ensemble, dem Johann Strauss Ensemble, dem Bruckner Orchester Linz, dem Mozarteumorchester Salzburg und dem Upper Austrian Jazz Orchestra auf. Gemeinsam mit dem Ensemble quart@art präsentierte sie ihr Programm quarDETTart – Wir sind so frei!. 2025 trat sie mit Rolando Villazón im Konzert Salzklang in der Salzlagerhalle der Saline Ebensee auf. Im Rahmen dieses Konzerts wurde Dett mit dem Kulturehrenzeichen des Landes Oberösterreich geehrt.
Daniela Dett lebt in Linz.

## Theaterrollen (Auswahl)

### Schauspiel
- 2007: Venus in Down with Love, Posthof und Theater Phönix Linz
- 2008: Erste Alte in Rattenkind, Landestheater Linz
- 2009: Lady Lazarus, Posthof Linz[9]
- 2009: Marianne in Geschichten aus dem Wienerwald, Theater im Hof Enns
- 2012: Olivia in Was ihr wollt, Theater im Hof Enns
- 2017: Freja in Wie man Götter dämmert, Komödie von Henry Mason, Kulturfabrik Helfenberg
- 2018: White Rabbit Red Rabbit, Theater-Experiment, Posthof Linz[10]

### Musical
- 2008: Jacqueline und Anne in La Cage aux Folles, Musical von Jerry Herman und Harvey Fierstein, Musiktheater Linz
- 2009: Irma in Irma la Douce, Komödie Frankfurt
- 2012: Lola in Das Narrenschiff, Ballett nach dem Roman von Katherine Anne Porter, Musiktheater Linz
- 2012: Jane Smart in Die Hexen von Eastwick, Musical nach dem Roman von John Updike und dem Warner-Bros.-Film, Musiktheater Linz
- 2013: Charlotte in Babytalk, Musical, Musiktheater Linz
- 2013: Julie La Verne in Show Boat, Musiktheater Linz
- 2014: Madame Thénardier in Les Misérables, Musical von Alain Boublil und Claude-Michel Schönberg nach dem Roman von Victor Hugo, Musiktheater Linz
- 2015: Mrs. Walker in The Who's Tommy, Musiktheater Linz
- 2016: Fionula Fix in In 80 Tagen um die Welt, Musical nach dem Roman von Jules Verne, Musiktheater Linz
- 2016: Elisaweta Gruschinskaja in Grand Hotel, Musiktheater Linz
- 2018: Milo Davenport in Ein Amerikaner in Paris, Musiktheater Linz
- 2018: Mutter in Ragtime, Musiktheater Linz
- 2019: Mutter Oberin in Sister Act, Musical nach dem gleichnamigen Film, Musiktheater Linz
- 2019: Vera, Marys Mutter in Mary und Max, Musiktheater Linz
- 2019: Mutter in Ragtime, Musiktheater Linz[11][12]
- 2020: Édith Piaf in Piaf, Musical von Pam Gems, Musiktheater Linz
- 2022: Alice Beane in Titanic, Musical von Maury Yeston und Peter Stone, Musiktheater Linz
- 2024: Elisabeth in Die Königinnen, Musicalthriller von Henry Mason und Thomas Zaufke, Musiktheater Linz[13]
- 2025: Mrs. Lovett in Sweeney Todd, Musical von Stephen Sondheim[14]

## Auszeichnungen
- 2009: Förderpreis Linz 09 für das Solostück 'Lady Lazarus'
- 2017: Deutscher Musical Theater Preis als Ensemblemitglied des Landestheaters Linz für die Produktion 'In 80 Tagen um die Welt'[15]
- 2019: Richard Tauber Medaille, Sparte Musical, Publikumsauszeichnung des Vereins Freunde des Linzer Musiktheaters[16]
- 2020: Bühnenkunstpreis des Landes Oberösterreich[17]
- 2023: Mostdipf-Preis[18][19]
- 2023: Richard Tauber Medaille, Sparte Musical, Publikumsauszeichnung des Vereins Freunde des Linzer Musiktheaters[20]
- 2025: Kulturehrenzeichen des Landes Oberösterreich in silber[21]